# مسجد لنبان
مسجد لنبان یکی از آثار دوره صفوی در اصفهان است که در محله قدیمی لنبان واقع شده‌است. این مسجد در زمان شاه سلیمان صفوی بر خرابه‌های مسجدی بنا شده که در قرن هشتم احداث شده بود. این مسجد در خیابان دکتر بهشتی، خیابان مسجد لنبان واقع شده و این اثر در تاریخ ۲۹ آذر ۱۳۱۶ با شمارهٔ ثبت ۲۹۳ به‌عنوان یکی از آثار ملی ایران به ثبت رسیده‌است.

## تاریخچه مسجد
برخی گفته‌اند اولین مسجدی که در اصفهان بنا شده مسجد لنبان بوده‌است.
در رساله «محاسن اصفهان» ـ تألیف مافروخی ـ نام محله لُنبان بارها آمده و مخصوصاً از مسجد و عمارتی توصیف شده که یکی از ارکان نامی اصفهان، آن را در قرن هشتم هجری ساخته بوده‌است و مترجم رساله محاسن ـ حسین بن محمد بن ابی‌الرضا علوی آوی ـ از او به این ترتیب نام می‌برد: «صاحب معظم قدوه اعاظم الامم جلال الوزراء جمال الدوله والدین محمد دیلم دستجردی الاصفهانی». مترجم رساله محاسن در بنیادگذاری این عمارت شخصاً حضور داشته‌است و نام آن را «عمارت جمال‌الدین» می‌گوید.
مسجد مزبور در دوره صفویه بازسازی شده و در دوره‌های بعدی نیز تعمیراتی کلی در آن صورت گرفته‌است، به‌طوری‌که از آثار قدیمی آن به غیر از چند قطعه گچ بری مربوط به قبل از صفویه و چند لوح کاشی کاری از دوره صفویه که در تالار جدید مسجد برجای مانده، چیز دیگری مشهود نیست. خطوط باقی‌مانده بر دو لوح کاشی به خط ثلث سفید بر زمینه لاجوردی و مورخ ۱۰۸۰هـ. ق است. در بالای در ورودی مسجد به خط نستعلیق سفید بر زمینه کاشی لاجوردی، اشعاری نوشته شده که حاکی از تعمیر مسجد در دوره شاه سلیمان صفوی است. کتیبه سردر مسجد لنبان، از اضافات قرن سیزدهم هجری، مورخ ۱۲۵۶ است. در زیر تالار بزرگ مسجد، نهر آبی جریان دارد و سردابه‌ای بنا شده‌است. منبر مسجد معروف به منبر صاحب الزمان، مورخ ۱۱۱۴هـ. ق، از نفیس‌ترین منبرهای عهد صفوی است.
بر جبهه‌ی حجاری شده‌ی سنگاب سقاخانه‌ی لنبان، بر کوچه به اشعار ذیل همراه با قاب بندی و چهار سر شیر ماده مزین است: 
تشنه فیض حق محمد خان
که به کامش شراب جنــت باد
کرد این سنگاب را خیــرات 
که بر او صد هزار رحــمت باد
از دم حضرت امام حســین 
روی او سرخ در قیــــامت باد
دارم امید ازهری که به حشر
کوثر او را نصیب و قسمـت باد
بهر تاریخ چون بنوشــی آب
گو به ریش یزیــد لعـــنت باد
یک جرعه هرکه نوشد زین حوض آب رحمت 
گفت از برای تاریخ، بادا به شمر لعنت

## باورها و اعتقادات در مورد مسجد لنبان
از «علامه محمدتقی مجلسی» نقل است که حسن مجتبی به هنگام عزیمت به گرگان، مدتی را در اصفهان اقامت داشته و در این مسجد نماز خوانده.